# 逓信省印旛地方航空機乗員養成所

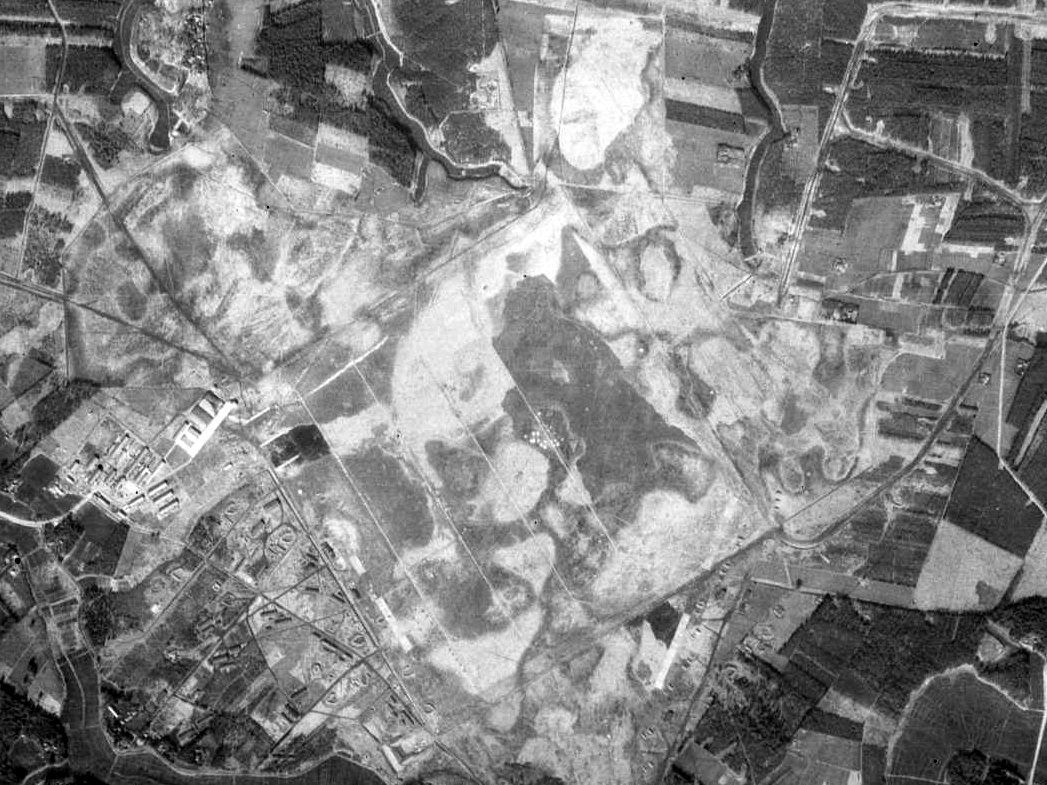
印旛飛行場跡地の空中写真（1946年）

逓信省印旛地方航空機乗員養成所（印旛飛行場、草深（そうふけ）飛行場）はかつて千葉県印旛郡（現在の印西市）にあった飛行場である。

## 概要
滑走路の整地後舗装を行わない転圧式滑走路であった。千葉ニュータウン内の西の原公園に記念碑『平和の碑』が作られている。
印旛飛行場は本来パイロット養成所であり、有蓋の格納庫は数機分しか存在しなかった。そのため陸軍飛行戦隊（第2・第3戦隊）の基地として事実上の軍事空港化されたときは、付近に無蓋掩体壕（えんたいごう）が作られ、1982年の調査では36基分の掩体壕が残されていたが、その後の開発で大部分が撤去され、2018年現在東の原3丁目に残るものは印西市により「市指定記念物（史跡）」に指定されている。
飛行場跡地の一画に1949年から1976年まで印旛少年院があった。『関東年少小唄』の冒頭で「ヤキの印旛か」と歌われたほど有名で、職員による暴行事件に関し、衆議院法務委員会で取り上げられたこともある。

## 歴史
- 1938年（昭和13年）- 逓信省印旛地方航空機乗員養成所創設。
- 1942年（昭和17年）6月6日 - 印旛飛行場が完成。
- 1943年（昭和18年）10月 - 拡張工事。
- 1944年（昭和19年）10月11日 - 印旛飛行場に陸軍飛行第二三戦隊が配備される。
- 1945年（昭和20年）8月 - 第二次世界大戦の終結（終戦）。開拓団入植。
- 1949年（昭和24年） - 印旛飛行場跡地の一画に法務省印旛少年院（中等・特別）が開設される。旧・飛行場の指揮塔などの施設も再利用される。
- 1976年（昭和51年） - 印旛少年院が閉鎖。
- 1983年（昭和58年）12月15日 - 印旛少年院跡地が千葉ニュータウン開発事業用地として売却される。
- 1985年（昭和60年） - 印旛少年院が閉庁（業務そのものは1976年に停止済み）。

## 座標
- 滑走路(01/19)北端北緯35度48分25秒 東経140度09分48秒 / 北緯35.807059度 東経140.163220度
- 滑走路(01/19)南端北緯35度47分37秒 東経140度09分41秒 / 北緯35.793723度 東経140.161289度
- 滑走路(11/29)東端北緯35度47分58秒 東経140度10分20秒 / 北緯35.799523度 東経140.172221度
- 滑走路(11/29)西端北緯35度48分18秒 東経140度09分21秒 / 北緯35.804979度 東経140.155806度
- 滑走路(16/34)南端北緯35度47分41秒 東経140度09分45秒 / 北緯35.794672度 東経140.162426度
- 滑走路(16/34)北端北緯35度48分24秒 東経140度09分24秒 / 北緯35.806732度 東経140.156707度
- 平和の碑（西の原公園）北緯35度48分06秒 東経140度09分27秒 / 北緯35.801540度 東経140.157377度
- 現存する掩体壕北緯35度47分35秒 東経140度09分59秒 / 北緯35.793090度 東経140.166412度
- 印旛少年院北緯35度48分06秒 東経140度09分03秒 / 北緯35.801729度 東経140.150861度